# Escaudœuvres
Escaudœuvres é uma comuna francesa na região administrativa de Altos da França, no departamento do Norte. Estende-se por uma área de 6.64 km². Em 2010 a comuna tinha 3 266 habitantes (densidade: 491,9 hab./km²).